# Résolution 1591 du Conseil de sécurité des Nations unies
Membres permanents
- Chine
- États-Unis
- France
- Royaume-Uni
- Russie

Membres non permanents
- Algérie
- Argentine
- Bénin
- Brésil
- Danemark
- Grèce
- Japon
- Philippines
- Roumanie
- Tanzanie

Résolution no 1590 Résolution no 1592
La résolution 1591 du Conseil de sécurité des Nations Unies a été adoptée le 29 mars 2005. Après avoir rappelé les résolutions 1547 (2004), 1556 (2004), 1564 (2004), 1574 (2004), 1585 (2005), 1588 (2005) et 1590 (2005) sur la situation au Soudan, le Conseil de sécurité a imposé une interdiction de voyager et un gel des avoirs à ceux qui « entravent le processus de paix » au Darfour. Elle a également créé un Comités de sanctions assisté d'un groupe d'experts pour l'exécution de ces mesures.
La résolution a été adoptée par 12 voix pour, aucune contre et trois abstentions de la part de l'Algérie, de la Chine et de la Russie, qui ont toutes exprimé des objections à l'utilisation de sanctions internationales et ont estimé que la résolution ne reconnaissait pas les progrès réalisés par le gouvernement soudanais.

## Résolution

### Préambule
Dans le préambule de la résolution, le Conseil de sécurité a salué l'Accord de paix global conclu à Nairobi, au Kenya, par le gouvernement soudanais et le Mouvement/Armée populaire de libération du Soudan (SPLA/M). Il a reconnu que les parties à l’Accord devaient instaurer la paix et le cessez-le-feu au Darfour, et empêcher de nouvelles violations des droits de l’Homme. Le Conseil de sécurité s’est également déclaré préoccupé par la situation humanitaire et la sécurité des travailleurs humanitaires, et a appelé toutes les parties à coopérer avec la Mission de l'Union africaine au Darfour.

### Dispositif
Agissant en vertu du Chapitre VII de la Charte des Nations Unies, le Conseil de sécurité a déploré les actions du gouvernement soudanais, des rebelles et des autres groupes armés au Darfour pour avoir manqué à leurs engagements envers le Conseil et pour avoir continué à violer le cessez-le-feu. Le gouvernement a mené des frappes aériennes, et il n'a pas procédé au désarmement des milices Janjawid.
À cet égard, le Conseil a créé un organe subsidiaire composé de tous ses membres, chargé de superviser la mise en œuvre des demandes du Conseil de sécurité contre les parties impliquées dans le conflit et d’enquêter sur les individus responsables de violations des droits de l’Homme. Il a été chargé de rendre compte régulièrement au Conseil de la situation et de la mise en œuvre des mesures édictées.
La résolution impose des restrictions à ceux qui « entravent le processus de paix » au Darfour, notamment une interdiction de voyager et un gel des avoirs, qui entreront en vigueur dans les 30 jours, à moins que les parties ne se conforment aux décisions du Conseil de sécurité. La surveillance de l'embargo, du gel des avoirs et des interdictions de voyager est mise en œuvre par ce Comité du Conseil de sécurité.
La résolution se conclue en réitérant que des mesures supplémentaires seraient prises en cas de non-respect par l’une des parties.

## Groupe d'experts de l'ONU concernant le Soudan
Le Groupe d'experts des Nations Unies concernant le Soudan a été créé par la résolution 1591 du Conseil de sécurité de l'ONU en mars 2005. Son mandat est, entre autres, de surveiller l’embargo sur les armes au Darfour et d'assister le Comité des sanctions créé par la même résolution.
Thomas W. Bifwoli a été coordinateur du groupe du 5 décembre 2007 au 15 octobre 2008. Il avait été initialement nommé par le Secrétaire général des Nations unies, Kofi Annan, en mai 2006 pour siéger au Groupe d'experts de l'ONU en tant qu'expert en matière de douanes et de contrôle des frontières.

## Voir également
- Mission de l'Union africaine au Soudan
- Mission conjointe des Nations unies et de l'Union africaine au Darfour
- Mission des Nations Unies au Soudan
- Guerre du Darfour
- Sanctions internationales
- Liste des résolutions du Conseil de sécurité des Nations unies sur le Soudan